# Rostpannad dvärgtyrann
Rostpannad dvärgtyrann (Euscarthmus fulviceps) är en fågelart i familjen tyranner inom ordningen tättingar.

## Utseende och läte
Rostpannad dvärgtyrann är en mycket liten gråbrun tyrann, med mer bjärt orange i ansiktet och på pannan. Arten är mycket ljudlig med gnissliga "plee-plit-irick", ibland yttrade i duett.

## Utbredning och systematik
Fågeln förekommer i tropiska sydvästra Ecuador och västra Peru (söderut till La Libertad). Den behandlades tidigare som underart till rostkronad dvärgtyrann (Euscarthmus meloryphus), men urskiljs numera vanligen som egen art.

## Levnadssätt
Rostpannad dvärgtyrann hittas i torra områden och betesmarker med spridda träd och buskar. Där födosöker den mestadels nära marken och kan vanligen vara svår att få syn på.

## Status och hot
Arten har ett stort utbredningsområde och tros öka i antal. Internationella naturvårdsunionen IUCN listar den därför som livskraftig (LC).